# Nabón (cantão)
Nabón é um cantão do Equador localizado na província de Azuay.
A capital do cantão é a cidade de Nabón.